# لمير (أرشق)
لمیر (بالفارسية: ایمیر) هي منطقة سكنية تقع في إيران في قسم أرشق الشرقي الريفي. يقدر عدد سكانها بـ 90 نسمة .